# Karari
Karari è una suddivisione dell'India, classificata come nagar panchayat, di 12.754 abitanti, situata nel distretto di Kaushambi, nello stato federato dell'Uttar Pradesh. 